# Włócznia Świętego Maurycego (Kraków)

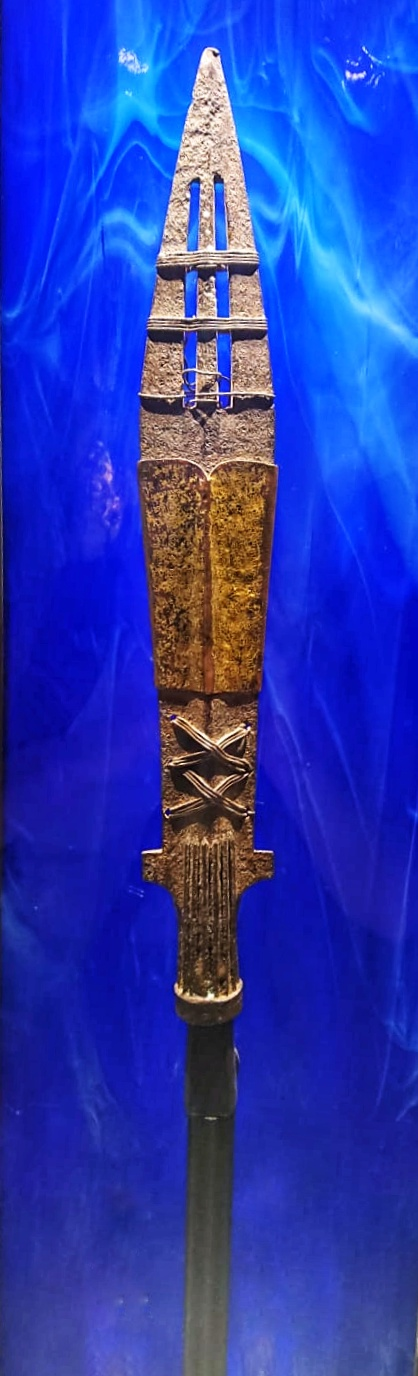
Włócznia Świętego Maurycego

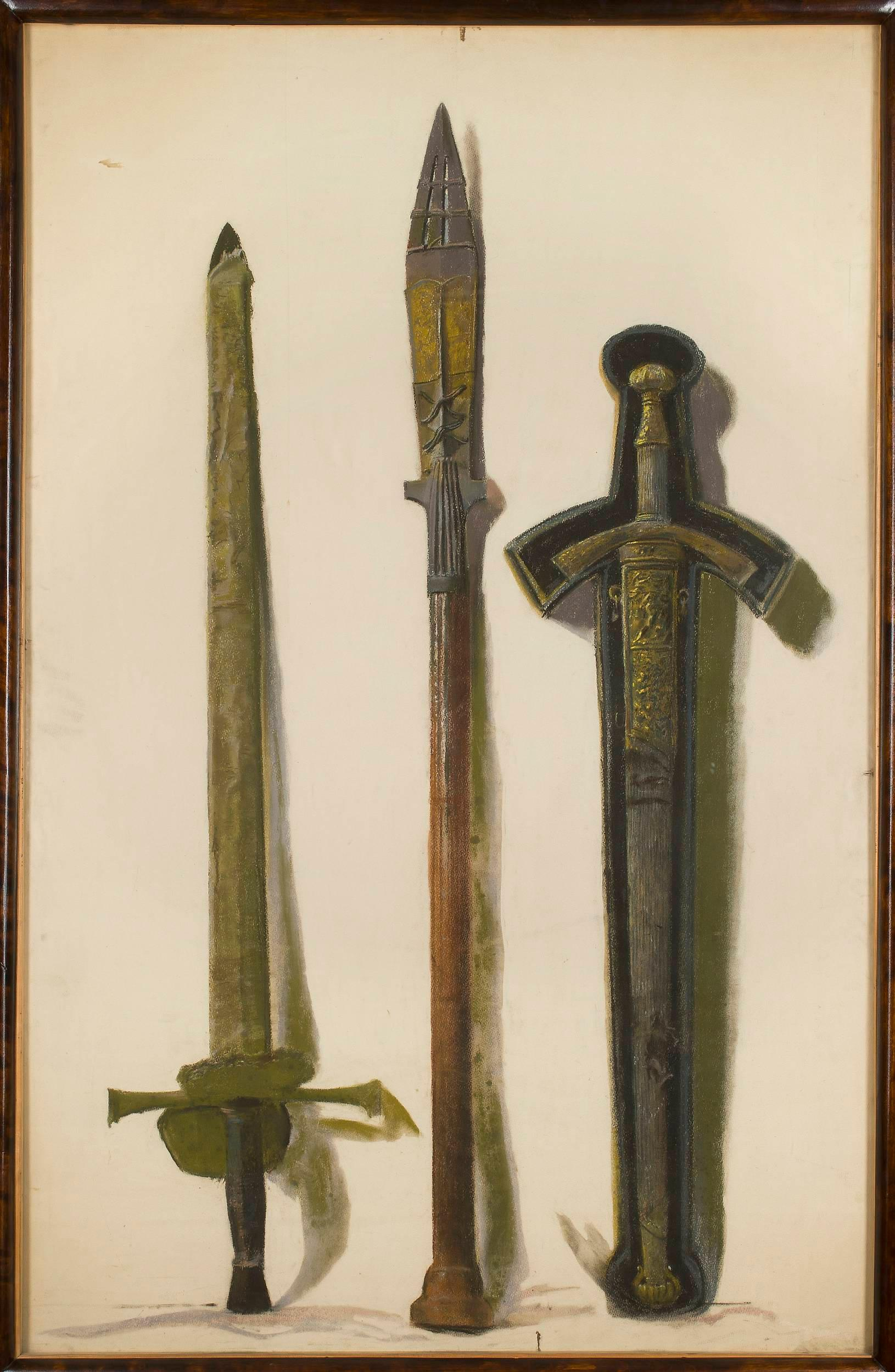
Włócznia Świętego Maurycego (pośrodku), miecz koronacyjny Augusta III (z lewej) i miecz Zygmunta Augusta na pastelu Leona Wyczółkowskiego z cyklu Skarbiec wawelski

Włócznia Świętego Maurycego – średniowieczna ceremonialna włócznia uważana za pierwsze historyczne insygnium władzy używane przez władców Polski z dynastii Piastów. Włócznia Świętego Maurycego jest kopią Świętej Lancy Cesarskiej, ofiarowaną wraz z częścią gwoździa z Krzyża Pańskiego na zjeździe gnieźnieńskim (1000) księciu Bolesławowi Chrobremu przez cesarza Ottona III.

## Historia
Krakowska Włócznia Świętego Maurycego powstała pod koniec X wieku, prawdopodobnie na terenie Niemiec lub Włoch. Jako oznaka uznania przez cesarza suwerennej władzy polskiego księcia została ofiarowana w 1000 Bolesławowi Chrobremu przez Ottona III. Po 1031 została najprawdopodobniej wraz z insygniami koronacyjnymi królów polskich oddana cesarzowi Konradowi II. Zwrócona w drugiej połowie XI wieku księciu Kazimierzowi Odnowicielowi, została umieszczona w katedrze wawelskiej jako relikwia. Nie wiadomo, kiedy dokładnie Włócznia znalazła się w Krakowie, z pewnością jednak stało się to przed 1206 rokiem. Przechowywana w czasie rozbicia dzielnicowego na Wawelu, była wykorzystywana przez poszczególnych książąt dzielnicowych jako jeden z elementów symboliki zjednoczeniowej (przedstawiali ją na swoich pieczęciach między innymi Leszek Czarny i prawdopodobnie Przemysł II). Początkowo zawieszona przy ołtarzu głównym nad tronem biskupów krakowskich, z czasem przeniesiona została do skarbca katedralnego na Wawelu, z którego wynoszona była tylko podczas najważniejszych świąt i uroczystości kościelnych i państwowych.
Do naszych czasów z lancy zachował się jedynie grot włóczni, pieczołowicie przechowywany w skarbcu katedry w Krakowie.